# Fabienne Courtiade
Pour les articles homonymes, voir Courtiade.
Fabienne Courtiade, née à Villeneuve-Saint-Georges (Val-de-Marne) en 1970, est un graveur-médailleur français.

## Biographie
Fabienne Courtiade, après un CAP de gravure en taille douce en 1989, sort diplômée des métiers d'art de l'École Estienne en 1991.
En 1996, elle entre à l'atelier de gravure de la Monnaie de Paris. 
Elle est l'auteur du dessin de Marianne sur les pièces françaises de 1, 2 et 5 centimes d'euro.
Fabienne Courtiade est également l'artiste qui a créé les pièces de collection de 20, 10, et 1,5 euro, à l'effigie de Pierre de Coubertin, fondateur des Jeux olympiques modernes.